# Nesuchyně
Nesuchyně település Csehországban, Rakovníki járásban. Nesuchyně Chrášťany, Svojetín, Milostín, Mutějovice és Krupá településekkel határos. Lakosainak száma 436 fő (2024. január 1.).

## Népesség
A település lakosságának változását az alábbi diagram mutatja:
| Lakosok száma | 726  | 775  | 830  | 564  | 382  | 379  | 426  | 413  | 412  | 436  |
|               | 1869 | 1890 | 1921 | 1950 | 1980 | 2001 | 2017 | 2019 | 2022 | 2024 |